# Blackburn Baffin
Die Blackburn B-5 Baffin wurde 1932 als Doppeldecker-Torpedobomber von Blackburns Chef-Konstrukteur, Major F. A. Bumpus, für die Fleet Air Arm (FAA) entwickelt, die zum damaligen Zeitpunkt der Royal Air Force unterstellt war. Die Baffin war eine Weiterentwicklung der Blackburn Ripon. Hauptänderung war der Ersatz des Napier-Lion-Motors der vorangegangenen Blackburn Ripon durch einen 545 PS Bristol-Pegasus-Sternmotor. Es gab weniger neugebaute Blackburn Baffin als Umbauten vorhandener Blackburn Ripon.
Kurz vor dem Zweiten Weltkrieg wurden 29 gebrauchte Maschinen an Neuseeland zur Ausbildung der Territorial Air Force der Royal New Zealand Air Force überlassen.

## Geschichte
Die Blackburn Baffin flog am 30. September 1932 zum ersten Mal als Pegasus-Ripon B-5, der sich dem zweiten Prototyp Tiger-Ripon B-4 als überlegen erwies. Auf den beim Prototyp vorhandenen Townendrings des Pegasus-Triebwerks wurde bei der Serienausführung verzichtet. Die Produktion der neuen Maschinen nach der Spezifikation 4/33 begann 1933. Es wurden außer den Ripon/Baffin-Prototypen 29 Maschinen neu gebaut und 64 alte Blackburn Ripon in Baffins umgebaut. Die letzten drei Neubauten erhielten 580 PS Pegasus II.M3-Motoren.
Die Baffin war ein konventionelles zweisitziges Doppeldeckerflugzeug in Gemischtbauweise. Die Blackburn Baffin war etwas kürzer als die Blackburn Ripon mit ihrem Napier Lion. Die Spannweite der Baffin war etwas größer als beim Vorgänger. Die etwas veränderten Flügel ließen sich aber enger zusammenklappen. Die Bewaffnung war mit der Ripon identisch. Als Bombenlast konnte die Baffin allerdings auch eine 2000 lb-Bombe statt der 1576 lb schweren Torpedos unter dem Rumpf mitführen.

## Einsatz bei der britischen Fleet Air Arm
Seit dem 3. März 1933 verfügte die FAA über drei Torpedobomberstaffeln für ihre großen Träger Furious, Courageous und Glorious, als die RAF die Organisationsstruktur ihrer Einheiten für die Flugzeugträger änderte.

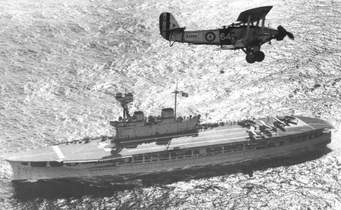
Eine Blackburn Baffin über dem Flugzeugträger Eagle

Als erste dieser Staffeln wurde im Januar 1934 die 812 Squadron der im Mittelmeer eingesetzten Glorious mit zwölf Blackburn Baffin ausgerüstet. Als der Träger im April 1934 in die Heimat zur Überholung ging, verblieb die Staffel in Hal Far auf Malta, um anderen bei der Mittelmeerflotte eingesetzten Trägern zur Verfügung zu stehen. So wurde diese Staffel von Juni bis Oktober 1934 von der Furious eingesetzt. In der ersten Hälfte des Jahres 1935 erfolgten Einsätze von der Eagle, als dieser Träger auf dem Rückmarsch von der China Station nach Großbritannien einige Monate bei der Mittelmeerflotte verblieb. Die Eagle hatte auf ihrer Heimreise nur noch die Aufklärerstaffel 825 Squ. mit Fairey III an Bord, da sie seit 1932 nicht mehr über eigene Torpedobomber verfügte und zudem ihre Jagdstaffel 803 Squ. bei der Ablösung in China an die Hermes abgegeben hatte. Im Zuge der Abessinienkrise traf dann die Glorious wieder im Mittelmeer ein und nahm ihre Staffel im September 1935 wieder an Bord.
Zu diesem Zeitpunkt waren auch die beiden anderen Staffeln umgerüstet. Als zweite Staffel war 810 Squ. für die Courageous ab Juli 1934 umgerüstet, die bis zuletzt neben der Ripon auch noch die ältere, einsitzige Blackburn Dart eingesetzt hatte. Als letzte Staffel wurde im Januar 1935 die Staffel 811 Squ. der Furious umgerüstet, die während des Einsatzes des Schiffes im Mittelmeer Ende 1934 in England zurückgeblieben war.
Als die Courageous im Spätsommer 1935 wegen der Abessinienkrise zusätzlich ins Mittelmeer verlegte, hatte sie nicht nur die zwölf Blackburn Baffin der Staffel 810 an Bord, sondern noch weitere sechs des A-Flight der Staffel 820. Diese Einheit war gebildet worden, da man den bei der Aufklärerstaffel der Courageous eingesetzten Blackburn Shark und ihren Tiger-Motoren nicht vertraute. Die Shark ließ man daher zuhause, dafür wurde der Baffin-Flight gebildet und mit in den Einsatz genommen. Der zusätzliche Flight wurde bei der Rückkehr der Courageous nach England im Frühjahr 1936 wieder aufgelöst.

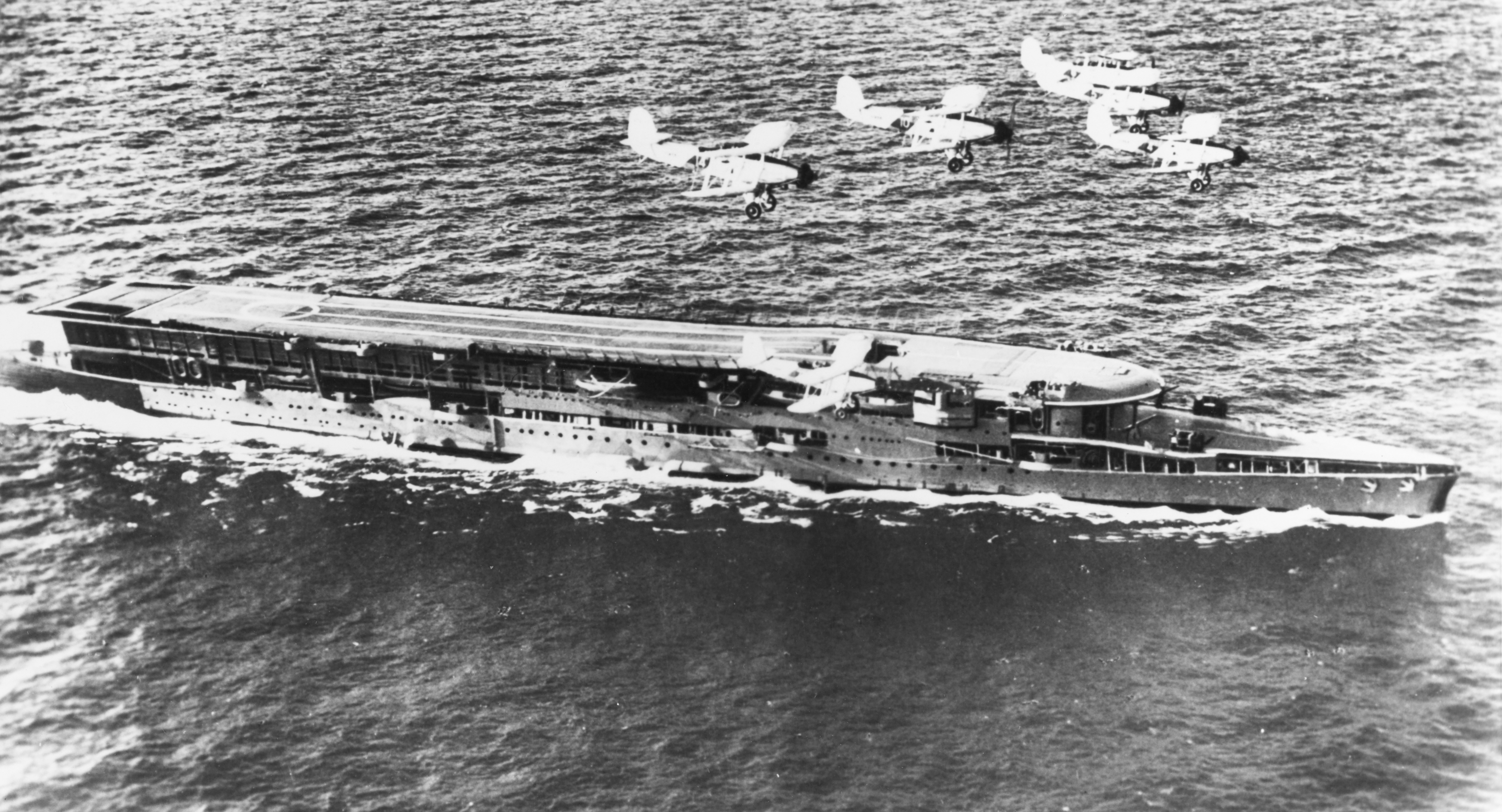
Fünf Blackburn Baffin über dem Flugzeugträger HMS Furious

Ab Oktober 1936 gab die Staffel 811 als erste Staffel ihre Blackburn Baffin wieder ab und ersetzte sie durch die Fairey Swordfish nach nur 22 Monaten. Es folgte die Staffel 812 im Dezember 1936 in Hal Far, die die Baffin 35 Monate eingesetzt hatte und auch auf die Swordfish umrüstete.
Im April 1937 gab dann auch die Staffel 810 ihre Baffin´s ab und ersetzte sie nach 33 Monaten durch Blackburn Shark Mk.II.
Nach etwas über drei Jahren war die Einsatzzeit der Blackburn Baffin in einer der Kampfstaffeln beendet. Darüber hinaus wurden über 30 Baffins als Trainingsflugzeuge in Gosport für Decklandungs- und Torpedoübungen eingesetzt. Vor dem Zweiten Weltkrieg waren alle Maschinen allerdings ausgemustert wurden. Die neuen Trainingstaffeln der ab 1937 der Royal Navy unterstellten FAA erhielten dieses Modell nicht mehr.

## Einsatz in Neuseeland
1937 wurden Neuseeland 29 Baffins von Großbritannien überstellt. Nur drei Maschinen waren als Baffin gebaut worden, die anderen waren Umbauten von Blackburn Ripon Mk.II, IIa, IIC. Am 1. Februar 1938 startete die erste Maschine. Vier Maschinen gingen durch Abstürze verloren. Sie dienten in der Territorial Air Force in Auckland, Wellington und Christchurch. Zu Beginn des Zweiten Weltkrieges operierten davon noch 24 Maschinen (16 in Wellington und acht in Christchurch). Allerdings wurden die letzten Baffins vor Ausbruch des Pazifikkrieges mit Japan durch Lockheed Hudsons ersetzt.

## Technische Daten

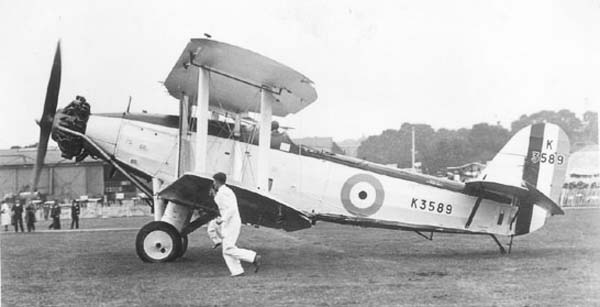
Eine Blackburn Baffin

| Kenngröße             | Daten |
| --------------------- | --- |
| Besatzung             | 2 |
| Länge                 | 11,68 m |
| Spannweite            | 13,89 m |
| Höhe                  | 3,91 m |
| Flügelfläche          | 63 m² |
| Leermasse             | 1447 kg |
| max. Startmasse       | 3459 kg |
| Höchstgeschwindigkeit | 201 km/h auf Meereshöhe, 219 km/h auf 1981 m |
| Steigrate             | 2,44 m/s |
| Dienstgipfelhöhe      | 4570 m |
| Reichweite            | 789 km |
| max. Flugdauer        | 4,5 h |
| Triebwerke            | ein Neunzylindersternmotor Bristol Pegasus I.M3 mit 421 kW |
| Bewaffnung            | ein 0.303-in (7,7-mm) Vickers-Maschinengewehr ein Lewis-Maschinengewehr im Cockpit 908-kg-Bombe oder 716-kg-Mk-VIII oder -Mk-IX-Torpedo oder drei 241-kg-Bomben oder sechs 114-kg-Bomben. |